# Карлос Даніель Тапія
Карлос Даніель Тапія (ісп. Carlos Daniel Tapia, нар. 20 серпня 1962, Буенос-Айрес) — колишній аргентинський футболіст, що грав на позиції півзахисника.
Виступав на батьківщині за клуби «Рівер Плейт», «Бока Хуніорс» та «Депортіво Мандійю», а також національну збірну Аргентини, у складі якої став чемпіоном світу. Крім того грав за кордоном у французькому «Бресті», швейцарському «Лугано» та чилійському «Універсідад де Чилі».

## Клубна кар'єра
Карлос Тапія почав кар'єру футболіста в «Рівер Плейт» 1980 року, коли тренер Альфредо Ді Стефано випустив його на заміну кумиру вболівальників Норберто Алонсо. У перші роки свого перебування в команді Тапія діяв достатньо впевнено і двічі ставав чемпіоном Аргентини, проте потім у клубі виникли проблеми і «Рівер» ледь не вилетів у другий дивізіон.
1985 року Карлос став частиною операції з обміну гравцями між «Рівером» та «Бокою». Мільйонери отримали Рікардо Гареку та Оскара Руджері, а «Боці» віддали Хуліо Олартікоечеу та Карлоса Тапію.
За свою клубну кар'єру Тапія чотири рази ставав гравцем «Боки», в підсумку повертаючись в команду після перебування в інших клубах — 1998 року після сезону в французькому «Бресті» та 1990 року після сезону в «Депортіво Мандійю».
Завершив професійну ігрову кар'єру у тому ж таки клубі «Бока Хуніорс», де якого вчетверте прийшов 1992 року після нетривалих виступів за швейцарське «Лугано» та чилійський «Універсідад де Чилі». Цього разу захищав її кольори до припинення виступів на професійному рівні у 1994 та виграв свій третій (після титулів в складі «Рівера») титул чемпіона Аргентини — Апертури 1992 року. Всього за цю команду Тапія зіграв 213 матчів в усіх турнірах і забив 48 голів

## Виступи за збірну
1981 року виступив у складі молодіжної збірної Аргентини на невдалому для них чемпіонаті світу в Австралії, де аргентинці не змогли вийти з групи. Серед його партнерів були Серхіо Гойкочеа, Херардо Мартіно, Хорхе Бурручага та Нестор Клаусен.
18 вересня 1980 року дебютував в офіційних матчах у складі національної збірної Аргентини в товариській грі проти збірної Чилі, де зіграв всього 9 хвилин, вийшовши на заміну замість Леопольдо Луке.
Надалі протягом довгого часу Тапія не викликався до складу Аргентини, поки 1986 року тренер Карлос Білардо не повернув Карлоса до збірної. 4 травня він зіграв свій другий матч за збірну в товариській зустрічі проти збірної Ізраїлю (7:2), де забив свій перший і єдиний гол. Незабаром був включений до заявки збірної на чемпіонату світу 1986 року у Мексиці, де виходив наприкінці матчу групового етапу з Південною Кореєю та чвертьфіналу проти Англії. В підсумку Тапія разом з командою здобув титул чемпіона світу.
Наступного року він був включений до заявки збірної на домашній кубок Америки 1987 року, де зіграв в чотирьох матчах, в тому числі і в програному фіналі проти збірної Колумбії (1:2).
Свій останній матч за збірну Аргентини провів 12 жовтня 1988 в товариській грі проти збірної Іспанії (1:1), де вийшов на поле на 78 хвилині замість Дієго Марадони.
Протягом кар'єри у національній команді провів у формі головної команди країни лише 10 матчів, забивши 1 гол.

## Титули і досягнення
- Чемпіон Аргентини (2):

«Рівер Плейт»: Метрополітано 1980, Насьйональ 1981
«Бока Хуніорс»: Апертура 1992
- Володар Золотого Кубка (1):

«Бока Хуніорс»: 1993
- Чемпіон світу (1):

Аргентина: 1986